# Ziablikovo distrikt
Ziablikovo (ryska: Зя́бликово) är ett stadsdistrikt i Moskva. Den hade 132 348 invånare år 2015.